# Jiaqing-kejsaren
Jiaqing-kejsaren, född 1 november 1760 i Peking, död 2 september 1820, var den femte Qing-kejsaren som härskade över Kina, från 1796 till 1820. Han var son till Qianlong-kejsaren och konkubin Yi Chun och är bland annat känd för att ha rensat ut den korrupte ämbetsmannen Heshen (和珅) som hade fått mycket stort inflytande under hans fars sista år vid makten. Jiaqing är också känd för sina försök att reformera statsförvaltningen och för att få bukt med opiumhandeln.
Hans regeringstid präglades av social oro. Flera religiösa sekter gjorde uppror, 1802 gjorde den Vita Lotus-sekten uppror, vilket följdes av de Åtta trigrammens sekt 1813. Det senare upproret intog kejsarpalatset och var nära att bringa kejsaren om livet innan det slutligen slogs ned. Upproret undertrycktes med stor brutalitet. Dessutom led rikets kustprovinser och skeppsfarten genom plundringar av kinesiska sjörövare, som var väl organiserade och slutligen steg till ett antal av 70 000 man. 
Mot utlandet visade Jiaqing inta en tämligen oflexibel hållning. En rysk ambassadör avvisades 1806 vid gränsen, då han inte ville knäfalla inför ett med guldtyg belagt bord, och engelske ambassadören lord Amherst fick inte tillträde till Peking (1816), därför att han vägrade att underkasta sig en förödmjukande hyllningsceremoni inför kejsaren.